# Snowpiercer
Snowpiercer (koreanska: 설국열차; hanja: 雪國列車; RR: Seolgungnyeolcha) är en sydkoreansk science fiction-actionfilm från 2013, baserad på den franska serieromanen Le Transperceneige av Jacques Lob, Benjamin Legrand och Jean-Marc Rochette. Filmen är regisserad av Bong Joon-ho, och skriven av Bong och Kelly Masterson. Filmen är Bongs engelskspråkiga debut; cirka 80 procent av filmen spelades in på engelska.
Filmens rollfigurer spelas av Chris Evans, Song Kang-ho, Tilda Swinton, Jamie Bell, Octavia Spencer, John Hurt och Ed Harris.

## Rollista
- Chris Evans - Curtis Everett[8][9][10]
- Song Kang-ho - Namgoong Minsu[10][11][12]
- Tilda Swinton - Mason[10][11][12]
- Jamie Bell - Edgar[10][11][12]
- Octavia Spencer - Tanya[11][12]
- Ewen Bremner - Andrew[11][12][13]
- John Hurt - Gilliam[11][12]
- Ed Harris - Wilford[11][12]
- Go Ah-sung - Yona[11][12]
- Luke Pasqualino - Grey[14][15]
- Emma Levie - Claude[16][17][18]
- Alison Pill - Lärare[19][20]
- Vlad Ivanov - Franco the Elder[21][22]
- Adnan Hasković - Franco the Younger[23][24]
- Clark Middleton - Painter[25][26]
- Tómas Lemarquis - Egg-head[27][28]
- Stephen Park - Fuyu[29][30]
- Paul Lazar - Paul[31][32]
- Jean-Marc Rochette - Cameoroll
- Benjamin Legrand - Cameoroll[33][34][35]